# César Milstein
César Milstein (Bahía Blanca, 8 ottobre 1927 – Cambridge, 24 marzo 2002) è stato un biochimico argentino naturalizzato britannico, premio Nobel per la medicina nel 1984, insieme all'immunologo Niels Jerne e a Georges Köhler, per aver inventato una tecnica per la produzione di anticorpi monoclonali.

## Biografia
César fu il secondo figlio di Lazaro, emigrato ucraino di origine ebraica, e Máxima, di professione insegnante. A tredici anni César lesse il libro di Paul de Kruif I Cacciatori di Microbi, dedicato alle biografie dei più importanti biologi fino al 1915, tra i quali c'erano Louis Pasteur e Robert Koch. Questo libro influenzò molto il piccolo César e secondo suo padre in quel momento scelse la propria vocazione.
Nel 1945 si spostò a Buenos Aires con suo fratello Oscar e cominciò a studiare all'Università di Buenos Aires. In quel periodo s'interessò anche di politica, scrisse su un giornale anarchico e fu presidente del Consiglio di Studenti della Facoltà di Scienze Esatte e Naturali dell'UBA. Si laureò in scienze Chimiche e nel 1956 finì il suo dottorato di ricerca sulla cinetica degli enzimi. Prima di laurearsi conobbe Celia Prilleltensky, che sposò nel 1953, quando entrambi avevano finito gli studi con la laurea, e partirono in viaggio di nozze girando l'Europa in autostop.
Qualche anno dopo, presso l'Università di Cambridge, finì il suo secondo dottorato di ricerca nel 1960, lì conobbe il già Premio Nobel Frederick Sanger e tornò in Argentina a lavorare nell'Istituto Nazionale di Microbiologia Carlos Malbrán. Siccome il 29 marzo 1962 il colpo di Stato guidato dal Generale Raul Poggi rovesciò il governo di Arturo Frondizi, l'Istituto Malbrán fu intervenuto e cominciarono le persecuzioni politiche per i ricercatori. Perciò Milstein fu costretto ad abbandonare l'Argentina e trasferirsi a Cambridge con sua moglie.
Da quel momento in poi cominciò a lavorare con gli anticorpi. Lui e il ricercatore tedesco Georges Köhler nel 1975 cominciarono a produrre anticorpi specifici e fusero cellule mielomatose con linfociti B e crearono cellule capaci di sopravvivere nel laboratorio e produrre anticorpi in modo indefinito. Anche se si naturalizzò britannico s'interessò sempre degli avvenimenti politici e sociali dell'Argentina, come il colpo di Stato del 1976 e le violazioni ai diritti umani accadute in questo periodo.
Nel 1983 fu nominato Direttore della Divisione Chimica delle Proteine ed Acidi Nucleici e un anno dopo, assieme ad altri due ricercatori, vinse il Premio Nobel per la medicina. Niels Jerne, Georges Köhler ed Milstein inventarono una tecnica per la produzione di anticorpi monoclonali. Questa innovazione li rese tra gli immunologi più importanti del secolo. In quel momento Argentina aveva un nuovo governo democratico che cercò di persuadere Milstein per tornare al paese. Milstein rifiutò la proposta ma aiutò dall'Inghilterra il CONICET che dirigeva Manuel Sadosky, e il Programma Nazionale di Biotecnologia.
Nel 1987 fu organizzato a Bahía Blanca il Congresso Internazionale di Anticorpi Monoclonali in Oncologia e Milstein tornò nella sua città natale e l'Università Nazionale del Sud gli concesse il titolo Honoris Causa in riconoscimento del suo lavoro.
Fino a 1995 Milstein diresse il suo gruppo scientifico in cui parteciparono colleghi e discepoli di diversi paesi, e anche se si licenziò il suo rapporto con la scienza non si fermò.
Il 15 dicembre 1999 fece una conferenza sugli anticorpi monoclonali nell'Università di Buenos Aires nell'auditorium della facoltà dove si era laureato. Questa fu l'ultima volta che si presentò in pubblico in Argentina e a quella dissertazione assistettero 1200 persone.
Cesar Milstein morì il 24 marzo 2002 a Cambridge, dopo una malattia cardiaca. Tra le sue annotazioni se ne trovò una del marzo 2000 che diceva: «La scienza avrà onorato gli impegni presi soltanto quando i suoi benefici saranno condivisi uguaglitariamente con i più poveri del mondo».
Nel marzo 2010 uscì il film Un fueguito di Ana Fraile, regista e nipote di Milstein, in omaggio alla sua vita.

## Onorificenze
- Premio Robert Koch, 1980